# 6 Heures d'Imola
Les 6 Heures d’Imola sont une épreuve d'endurance réservée aux voitures de sport (ou Sport-prototypes) et voitures grand tourisme (GT), qui se tient sur le tracé de l'Autodromo Enzo e Dino Ferrari à Imola en Italie. Elle s'est courue sur des distances de 500, 1 000, et même 250 km ou sur des durées plus courtes ; 1 h 30 ou 3 heures. 
Après une interruption de vingt-cinq ans, cette course est relancée une première fois en 2011 en intégrant l'Intercontinental Le Mans Cup, puis en 2013 en étant réduite à quatre heures et en intégrant l'European Le Mans Series. Elle est de nouveau relancée en 2024 dans le cadre du championnat du monde d'endurance FIA.

## Palmarès
| Année                 | Pilotes                                               | Équipe                        | Voiture                    | Distance/Durée         | Championnat                                             |
| --------------------- | ----------------------------------------------------- | ----------------------------- | -------------------------- | ---------------------- | ------------------------------------------------------- |
| 1954                  | Umberto Maglioli                                      | Scuderia Ferrari              | Ferrari 500 Mondial        | 250 km (155,342798 mi) | Hors championnat                                        |
| 1955                  | Cesare Perdisa                                        | Officine Alfieri Maserati     | Maserati A6GCS             | 250 km (155,342798 mi) | Hors championnat                                        |
| 1956                  | Eugenio Castellotti                                   | O.S.C.A.                      | Osca MT4 1500              | 250 km (155,342798 mi) | Hors championnat                                        |
| 1957–1963 : Non couru |                                                       |                               |                            |                        |                                                         |
| 1964                  | Franco Patria                                         |                               | Abarth-Simca 2000          | 60 km (37,28227152 mi) | Hors championnat                                        |
| 1965                  | Herbert Demetz                                        | Abarth                        | Abarth-Simca 1300 Bialbero | 3 heures               | WSC                                                     |
| 1966–1967 : Non couru |                                                       |                               |                            |                        |                                                         |
| 1968                  | Nino Vaccarella Teodoro Zeccoli                       | Autodelta                     | Alfa Romeo T33/2           | 500 km                 | Hors championnat                                        |
| 1969                  | Jacky Ickx                                            | J.W. Automotive Engineering   | Mirage M3/300 Ford         | 500 km                 | Campionato Italiano Sport                               |
| 1970                  | Brian Redman                                          | J.W. Automotive Engineering   | Porsche 917K               | 500 km                 | Campionato Italiano Sport                               |
| 1971                  | Helmut Marko                                          | K. V. Wendt                   | Lola T292 Ford             | 1 h 30                 | European 2-Litre Championship Campionato Italiano Sport |
| 1972                  | Arturo Merzario                                       | Ferrari SEFAC                 | Ferrari 312PB              | 500 km                 | Campionato Italiano Sport                               |
| 1973                  | Chris Craft                                           | Crowne Racing                 | Lola T292 Ford             | 500 km                 | European 2-Litre Championship                           |
| 1973                  | Derek Bell                                            | Gulf Research Racing Co.      | Mirage M6 Ford             | 500 km                 | Hors championnat                                        |
| 1974                  | Henri Pescarolo Gérard Larrousse                      | Matra Gitanes                 | Matra Simca MS670C         | 1 000 km               | WSC Campionato Italiano Sport                           |
| 1975 : Non couru      |                                                       |                               |                            |                        |                                                         |
| 1976                  | Jochen Mass Jacky Ickx                                | Martini Racing Porsche System | Porsche 936                | 500 km                 | WSC Campionato Italiano Sport                           |
| 1977                  | Vittorio Brambilla                                    | Autodelta SpA                 | Alfa Romeo T33/SC/12       | 250 km                 | WSC Campionato Italiano Sport                           |
| 1978–1982 : Non couru |                                                       |                               |                            |                        |                                                         |
| 1983                  | Teo Fabi Hans Heyer                                   | Martini Lancia                | Lancia LC2                 | 1 000 km               | European Endurance Championship                         |
| 1984                  | Hans-Joachim Stuck Stefan Bellof                      | Brun Motorsport               | Porsche 956B               | 1 000 km               | WSC Deutsche Rennsport Meisterschaft                    |
| 1985–2010 : Non couru |                                                       |                               |                            |                        |                                                         |
| 2011                  | Anthony Davidson Sébastien Bourdais                   | Peugeot Sport Total           | Peugeot 908                | 6 heures               | Le Mans Series Intercontinental Le Mans Cup             |
| 2012 : Non couru      |                                                       |                               |                            |                        |                                                         |
| 2013                  | Pierre Thiriet Mathias Beche                          | Thiriet par TDS Racing        | Oreca 03                   | 3 heures               | European Le Mans Series                                 |
| 2014                  | Simon Dolan Harry Tincknell Filipe Albuquerque        | Jota Sport                    | Zytek Z11SN                | 4 heures               | European Le Mans Series                                 |
| 2015                  | Pierre Thiriet Ludovic Badey Tristan Gommendy         | Thiriet par TDS Racing        | Oreca 05                   | 4 heures               | European Le Mans Series                                 |
| 2016                  | Pierre Thiriet Mathias Beche Ryō Hirakawa             | Thiriet par TDS Racing        | Oreca 05                   | 4 heures               | European Le Mans Series                                 |
| 2017-2021 : Non couru |                                                       |                               |                            |                        |                                                         |
| 2022                  | Lorenzo Colombo Louis Delétraz Ferdinand Habsburg     | Prema Racing                  | Oreca 07                   | 4 heures               | European Le Mans Series                                 |
| 2023 : Non couru      |                                                       |                               |                            |                        |                                                         |
| 2024                  | Mike Conway Kamui Kobayashi Nyck de Vries             | Toyota Gazoo Racing           | Toyota GR010 Hybrid        | 6 heures               | WEC                                                     |
| 2024                  | Manuel Maldonado Charles Milesi Arthur Leclerc        | Panis Racing                  | Oreca 07                   | 4 heures               | European Le Mans Series                                 |
| 2025                  | James Calado Antonio Giovinazzi Alessandro Pier Guidi | Ferrari AF Corse              | Ferrari 499P               | 6 heures               | WEC                                                     |